# Jansiac
Jansiac (du nom du lieu-dit) est un lieu de vie politique communautaire crée en 1974 situé dans la vallée du Jabron dans les Alpes-de-Haute-Provence dans l'intention de susciter un changement de société, par l'analyse et la critique de la société occidentale, la recherche d'autres possibilités d'organisation sociale, et leur expérimentation concrète. Il est, avec les coopératives Longo Maï et les communautés de l'Arche de Lanza del Vasto, l'un des quelques lieux contestataires qui a perduré jusqu'à aujourd'hui.
Le lieu,  retiré (12 km de mauvaise piste), les ressources en eau très limitées, n'ont pas permis l'installation de nombreuses personnes. Toutefois, la communauté n'a jamais manqué de réseau et de nombreuses personnes y ont séjourné de quelques jours à quelques mois, voire quelques années.

## Origines
Les fondateurs, ne voulant pas pratiquer le militantisme, mais plutôt se pencher sur la question de l'utopie, ont choisi de ne pas séparer leur volonté d'action politique de leur vie quotidienne, et se sont installés sur un terrain de 300 ha visuellement isolé afin de pouvoir immédiatement commencer la mise en place et l'expérimentation d'une société plus conforme à leur idéal.

## Recherches et expérimentations
Souhaitant mettre en place une société à fonctionnement anarchiste, la société expérimentée a pour principales caractéristiques d'avoir un mode d'organisation décentralisé et lié au lieu, tant politiquement (démocratie directe au consentement unanime) qu'économiquement (économie directe « définanciarisée »), comme moyen de « vivre sans nuire ».
Mais l'objet de l'expérimentation s'étend également à d'autres domaines, puisqu'il s'agit d'imaginer une autre société sans tenir compte de celle qui existe déjà. Ainsi, à la nécessité technique d'assurer la subsistance, sont ajoutées d'autres préoccupations d'ordre politique (absence d'inégalités et de domination), écologique (rapport au milieu et aux individus des autres espèces), philosophique, phénoménologique… Cela se retrouve aujourd'hui dans l'aspect visuel du site dont l'aménagement suit une logique d'ensemble.

## Organisation
Le mode d'organisation a fait l'objet de nombreuses expérimentations sur la manière de garantir(?) un fonctionnement anarchiste, avec, lorsque plusieurs communautés ont existé simultanément (ce qui fut le cas à plusieurs reprises), la possibilité d'expérimenter les rapports entre communautés.
Conformément au principe autogestionnaire, il n'y a pas d'entité collective ou individuelle au-dessus des individus, ni de distinction entre les personnes par leur ancienneté (président, chef…), uniquement des conventions adoptées par chacun.
Le site est subdivisé en bassins versants pouvant chacun accueillir (et subvenir ?) aux besoins d'une communauté d'une douzaine de personnes, unité de base de l'organisation sociale. Les membres d'une communauté se réunissent lors des repas et prennent les décisions qui concernent tout le monde à l'unanimité exprimée,

## Économie
Les communautés de Jansiac n'ont pas d'activité commerciale : ses membres pratiquent l'économie de subsistance ou Économie domestique. Ils opposent à l'idée de la croissance, non pas celle de la Décroissance, mais celle d'une société stable, la question étant de la définir.
Outre l'agriculture à proprement parler, l'autoproduction a selon les époques concerné de nombreux domaines : bois, travail du bois et des métaux, construction, fabrication et réparation de matériel, étude de la production autonome d'électricité, alimentation au sens large (farine, conserves...), électricité et électronique, création ou conservation de milieux de vie écologiquement riches (mares, clairières, pelouses sèches…), édition, infrastructure, filage de la laine...
Concrètement, la production de nourriture et autres biens a toujours été marginale, l'altitude et le caractère superficiel du sol ne permettant pas grand chose d'autre que le pastoralisme. Il y a longtemps eu un troupeau de brebis à Jansiac, probablement la principale source de revenus du lieu, avec les héritages successifs (le lieu peinant à retenir longtemps la jeunesse).
La production d'électricité n'a jamais vu le jour, ce qui a fortement limité l'activité artisanale.

## Géographie
Jansiac est un lieu-dit, nom d'un ancien village établi au Moyen Âge, et plus largement une vallée haute intermédiaire entre la crête de Lure et la vallée du Jabron, à cheval sur les communes de Châteauneuf-Miravail et Saint-Vincent-sur-Jabron, avec un adret à caractère provençal et un ubac de caractère plus alpin. Altitude autour de 1 000 m.
L'accès au lieu se fait par la vallée du Jabron, une vallée longtemps sous-peuplée à l'économie chancelante traversée d'est (Sisteron) en ouest (Sèderon) d'une unique route.

## L'utopie
Jansiac a une place particulière parmi les utopies historiques, car si le lieu s'inscrit tout à fait dans la logique de remise en question de la société par l'utopie, telle qu'étudiée par le philosophe Miguel Abensour, et que la tentative jansiaquaise compte sur le pouvoir de l'utopie pour provoquer l'émancipation politique et sociale, il a été en plus choisi de présenter concrètement cette utopie en un lieu donné, dans lequel chacun peut se rendre,.
Les habitants de Jansiac se réfèrent à l'utopie du philosophe inuit Aper Sonn, qu'ils présentent lors d'un colloque organisé par l'association La Ligne d'Horizon en 2002.
Plus tard, elle sera dite utopie topique, pour insister sur son caractère décentralisé, et liée au lieu dans sa singularité, par opposition à la société du symbolique où « le réel est remplacé par sa représentation,».
La principale réussite du lieu a été la sortie du salariat, et une saine défiance envers le travail tel qu'il est conçu et envisagé dans le monde actuel. La conséquence étant une certaine indigence dans les moyens et l'aboutissement des projets de développement.

## La nef des fous
La nef des fous est un nom d'éditeur choisi par les habitants en référence au poème satirique de Sébastien Brant (qui inspira également Jérôme Bosch), car c'est une manière de désigner « la planète et ses habitants ». C'est lorsque paraît dans la revue écologiste Silence un article intitulé Jansiac : la nef des fous que ce nom devient également pour certains le nom du lieu.